# Binzenbach (Kirchsahr)
Binzenbach ist ein Ortsteil der Ortsgemeinde Kirchsahr im Landkreis Ahrweiler in Rheinland-Pfalz.

## Geographie
Der Ortsteil liegt in der Eifel, umgeben von bewaldeten Höhen, im tief eingeschnittenen oberen Sahrbachtal. In den Sahrbach, einem linken Nebenfluss der Ahr, münden vor Ort der Binzenbach und der Effelsberger Bach.
Nördlich liegt der Ortsteil Kirchsahr, der Namensgeber der gesamten Ortsgemeinde ist, östlich bzw. südöstlich die weiteren Ortsteile Winnen und Burgsahr, südlich der Ortsteil Plittersdorf der Gemeinde Lind (bei Altenahr) und westlich Effelsberg, ein Ortsteil der Gemeinde Bad Münstereifel im Kreis Euskirchen des Nachbarbundeslandes Nordrhein-Westfalen.

## Geschichte
Binzenbach wird erstmals 1508 erwähnt.
Bereits 1246 fiel das obere Sahrtal an Kurköln, als Erzbischof Konrad von Are-Hochstaden die Besitztümer seiner Familie, deren letzter Spross er war, dem Erzstift übereignete. Nachfolgend bildeten sich kurkölnische Unterherrschaften heraus, darunter auch Burgsahr, dem Binzenbach sowie der heutige Berger Ortsteil Freisheim zugeordnet wurden. In den folgenden Jahrhunderten der Zugehörigkeit zu Kurköln stellten verschiedene Adelsgeschlechter, darunter die Herren von Gymnich und Blankart, den Lehnsherren.
Kirchlich gehörte Binzenbach mit anderen umliegenden Orten zur Pfarre Kirchsahr.
Mehrfach gab es Bergbauaktivitäten im Sahrbachtal, die jedoch nie über einen geringen Umfang hinausgingen, da die Vorkommen nicht ertragreich und die Verkehrsanbindung ungünstig waren. Während der Blütezeit in der zweiten Hälfte des 18. Jahrhunderts wurde eine Bleischmelze in Binzenbach betrieben. Auch ehemalige Meilerplätze sind zu finden, an denen früher – wohl für die örtlichen Verhüttungszwecke – Holzkohle hergestellt wurde.
Das Linke Rheinufer wurde 1794 im ersten Koalitionskrieg von französischen Revolutionstruppen besetzt. Von 1798 bis 1814 war Binzenbach ein Teil der Französischen Republik (bis 1804) und anschließend des Französischen Kaiserreichs, zugehörig dem Departement Rhein-Mosel, Arrondissement Bonn, Kanton Ahrweiler, und war innerhalb der Mairie Brück der Gemeinde Berg zugeordnet. Auf dem Wiener Kongress (1815) kam die gesamte Region nach der Niederlage Napoleons an das Königreich Preußen und war ab 1822 Teil der neu gebildeten Rheinprovinz. Binzenbach wurde als Teil der Gemeinde Kirchsahr der Bürgermeisterei Altenahr im Kreis Altenkirchen zugeordnet.
Nach dem Ersten Weltkrieg gehörte das gesamte Gebiet zum französischen Teil der Alliierten Rheinlandbesetzung. Nach dem Zweiten Weltkrieg wurde Binzenbach innerhalb der französischen Besatzungszone Teil des damals neu gebildeten Landes Rheinland-Pfalz.

## Religion
Binzenbach liegt im Betreuungsbereich der katholischen Pfarrei Kirchsahr, die wiederum der Pfarreiengemeinschaft Altenahr des Bistums Trier angehört. Am Ortsausgang Richtung Kirchsahr haben Bürger des Ortes eine Marienkapelle gestaltet.

## Politik
Die Ortsgemeinde Kirchsahr hat keine Ortsbezirke gebildet. Politisch werden die Bewohner Binzenbachs von der Ortsgemeinde vertreten.

## Kultur und Sehenswürdigkeiten

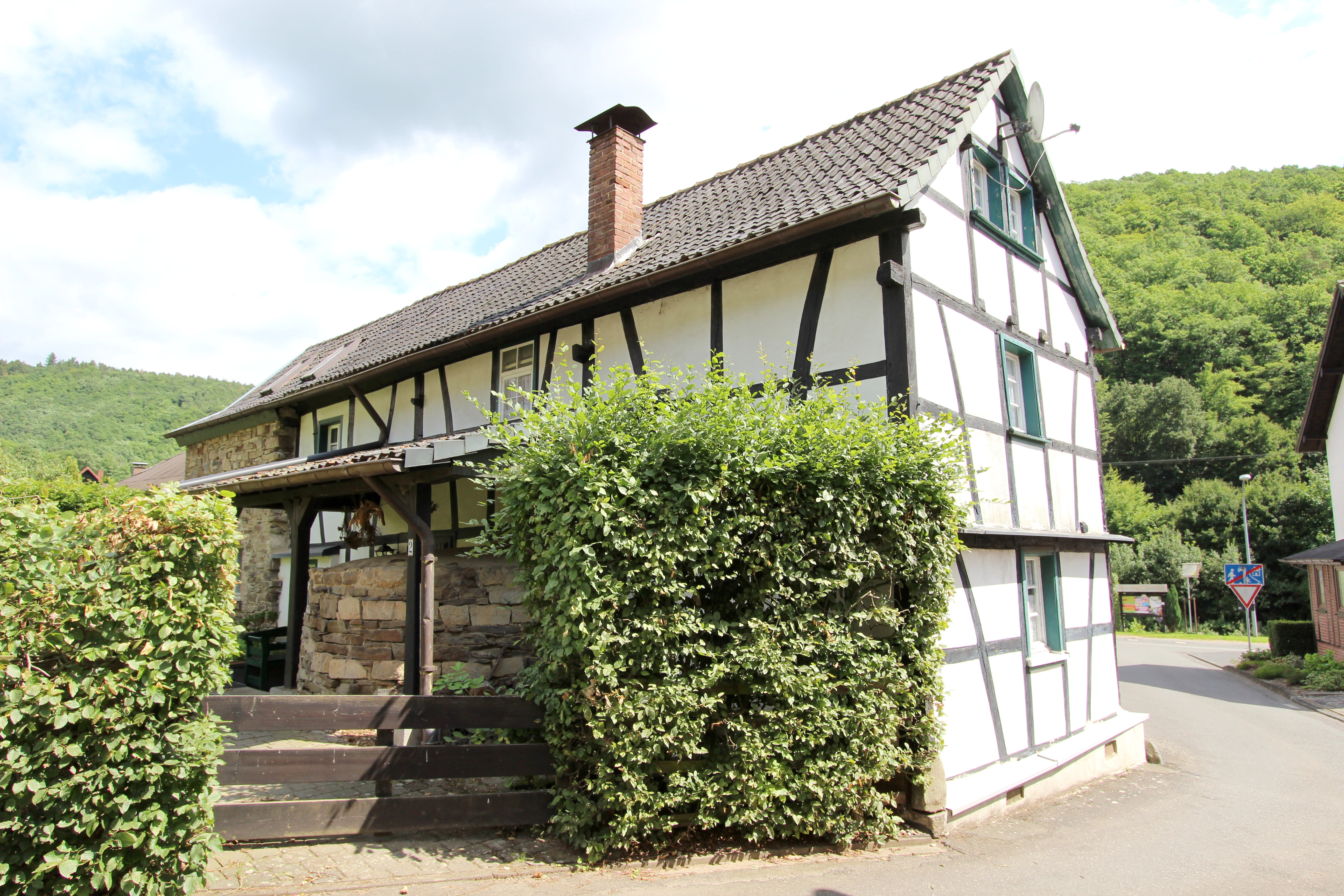
Hakenhof in der Weberstraße

Der Hakenhof in der Weberstraße ist ein Fachwerkhaus aus dem 18. oder 19. Jahrhundert.

## Wirtschaft und Infrastruktur
Binzenbach liegt an der Landesstraße 76, die in südöstlicher Richtung nach Burgsahr, in südwestlicher zur Landesgrenze führt. Im Ort zweigt die Landesstraße 77 ab, die ins nördlich gelegene Kirchsahr und danach ebenfalls zur Landesgrenze führt.